# بابا قرة
بابا قرة (بالفارسية: باباقره) هي مستوطنة تقع في قسم بالابند الريفي (مقاطعة فريمان) في إيران. يقدر عدد سكانها بـ 98 نسمة بحسب إحصاء 2016.